# Havanna
Havanna (spanyolul: régies nevén San Cristóbal de La Habana, manapság csak La Habana [la aˈβana]) Kuba fővárosa, valamint 2,4 milliós lakosával a szigetország legnépesebb városa is egyben. A város alig 160 km-re található a floridai Key Westtől, dél-délnyugati irányban. Havanna város (Ciudad de la Habana) egyike Kuba 14 tartományának.

## Földrajz

### Éghajlat
Havannára a trópusi szavanna éghajlat jellemző. A legalacsonyabb átlaghőmérséklet 22 °C, ez januárban és februárban jellemző, augusztusban pedig a legmagasabb, 28 °C. A hőmérséklet ritkán csökken 10 °C alá.
Csapadék átlagosan 1200 mm hull évente, leginkább a júniustól októberig tartó időszakban.
| Hónap                                                         | Jan. | Feb. | Már. | Ápr. | Máj. | Jún. | Júl. | Aug. | Szep. | Okt. | Nov. | Dec. | Év   |
| ------------------------------------------------------------- | ---- | ---- | ---- | ---- | ---- | ---- | ---- | ---- | ----- | ---- | ---- | ---- | ---- |
| Átlagos max. hőmérséklet (°C)                                 | 25,8 | 26,1 | 27,6 | 28,6 | 29,8 | 30,5 | 31,3 | 31,6 | 31,0  | 29,2 | 27,7 | 26,5 | 28,8 |
| Átlaghőmérséklet (°C)                                         | 22,2 | 22,4 | 23,7 | 24,8 | 26,1 | 27,0 | 27,6 | 27,9 | 27,4  | 26,1 | 24,5 | 23,0 | 25,2 |
| Átlagos min. hőmérséklet (°C)                                 | 18,6 | 18,6 | 19,7 | 20,9 | 22,4 | 23,4 | 23,8 | 24,1 | 23,8  | 23,0 | 21,3 | 19,5 | 21,6 |
| Átl. csapadékmennyiség (mm)                                   | 64   | 68   | 46   | 53   | 98   | 182  | 105  | 99   | 144   | 180  | 88   | 57   | 1184 |
| Forrás: World Meteorological Organisation, Climate-Charts.com |      |      |      |      |      |      |      |      |       |      |      |      |      |

## Története
Diego Velázquez de Cuéllar spanyol hódító 1515-ben alapította meg Havannát Kuba szigetének déli partvidékén, a jelenlegi Surgidero de Batabanó városka helyén. A város 1519-ben került át jelenlegi helyére, a Carenas-öböl partjára.
Havanna eredetileg kereskedelmi kikötőváros volt, 1607-ben lett Kuba fővárosa, egyben az újvilági spanyol gyarmatok központi kikötője is.
Havannát 1538-ban felégették, 1553-ban és 1555-ben teljesen kifosztották a kalózok.
1762-ben, a hétéves háborúban, Nagy-Britannia szerezte meg a hatalmat a város fölött, megnyitotta a kikötőt a szabad kereskedelem részére és ezerszám szállítottak ide rabszolgákat. A háború végét követő évben azután a várost elcserélték Floridára.
A spanyolok Havannát a visszaszerzése után az amerikai kontinens legjobban megerősített városává építették ki.
Az 1920-as években, az Egyesült Államokban érvényben lévő alkoholtilalom idején Havanna, Montréallal együtt, az amerikai állampolgárok népszerű kirándulóhelyévé vált; az itt működő night clubok és szerencsebarlangok túlélték a tilalom feloldását, de az 1959-es kubai forradalom után a legtöbb ilyen szórakozóhelyet bezárták. Fidel Castro 1959. január 8-án, a Szabadság Konvojjal érkezett a városba, és Havanna lakói nagy örömmel fogadták érkezését.
A Szovjetunió felbomlása miatt Kuba igen nehéz helyzetbe került, hiszen a szigetország kizárólag onnan tudott beszerezni számos fontos ipari terméket, és ekkor ez a lehetőség megszűnt.
1991-ben Havannában tartották meg a pánamerikai és karibi játékokat.
Napjainkra Havanna legtöbb épülete gyakorlatilag romos állapotba került, szinte mindet teljesen fel kellene újítani. Ennek ellenére Havanna különös vonzerővel, hangulattal bír. Igen barátságos emberek élnek itt, ez a világ egyik legvendégszeretőbb városa. Minden évben júliusban, a Moncada laktanya megtámadásának évfordulóján rendezik meg a havannai karnevált, amely tulajdonképpen egy hatalmas, az egész városra kiterjedő fiesta, ahol a résztvevők másnap reggelig mulatnak a Malecónon.
2005. július 8-áról 9-re virradó éjszaka a városon keresztülsöpört a Dennis hurrikán.

## Kerületek
Havanna 15 kerületre oszlik:
|  | 1. Playa (idetartozik Miramar, nyugaton egész Santa Fe-ig tart) 2. Plaza de la Revolución (röviden 'Plaza'; benne Vedado-val) 3. Centro Habana 4. Habana Vieja (Ó-Havanna) 5. Regla 6. Habana del Este 7. Guanabacoa 8. San Miguel del Padrón 9. Diez de Octubre 10. Cerro 11. Marianao 12. La Lisa 13. Boyeros 14. Arroyo Naranjo 15. Cotorro |

## Híres emberek
- Itt született Aurelio Voltaire kubai származású énekes, zeneszerző és zenész (1967 –)
- Ugyancsak innen származik Camila Cabello kubai énekes, dalszerző.

## Havanna nevezetességei
- Malecón – Havanna tengerparti útvonala, Ó-Havannától Miramarig futó autópálya, amelyet a tengertől fal választ el.
- José Martí nemzetközi repülőtér – A városközponttól délre mintegy 10 km-re terül el.
- El Capitolio – A törvényhozás egykori székhelye, amely hosszú ideig a tudományos akadémia épülete volt, ma vezetett csoportokkal látogatható.
- Havannai katedrális – Az óvárosában, a róla elnevezett téren, a Plaza de la Catedralon áll. Az olasz építész, Francesco Borromini tervezte.
- José Martí szülőháza – Ma múzeum, a kubai főváros legrégebbi ilyen jellegű intézménye.
- John Lennon Park – Havanna Vedado kerületében található, Fidel Castro részvételével avatták fel 2000. december 8-án.
- José Martí-emlékmű – A forradalmárnak emléket állító, csillag alaprajzú oszlop 142 méter magas, talapzata 78,5 méter széles, 2022-ig a kubai főváros legmagasabb építménye volt.
- Kolumbusz Kristóf-temető – Havanna egyik temetkezési helye, amely művészien faragott márvány síremlékeiről híres. A temető a kubai nemzeti örökség része.
- Szent Kristóf-templom – Az óvárosban, a Plaza del Cristón áll, a havannai keresztút utolsó állomása.
- USS Maine-emlékmű – Azon amerikai tengerészek előtt tiszteleg, akik meghaltak a USS Maine páncélos cirkálón 1898-ban bekövetkezett robbanásban.
- Callejón de Hamel – Kis utcácska, amely szabad kulturális térként működik, graffitik és kidobott tárgyakból készített műalkotások díszítik.
- Betlehemi Boldogasszony-templom és kolostor − Havanna első barokk épülete.
- Irgalmas Boldogaszony-templom  – A santería kultusz találkozóhelye.

## Érdekességek
- Havanna testvérvárosai között megtalálható az alabamai Mobile, és a skóciai Glasgow.
- Havanna pályázott a 2012-es nyári olimpia megrendezésére, de nem került be a második szavazási körbe.

## Képek

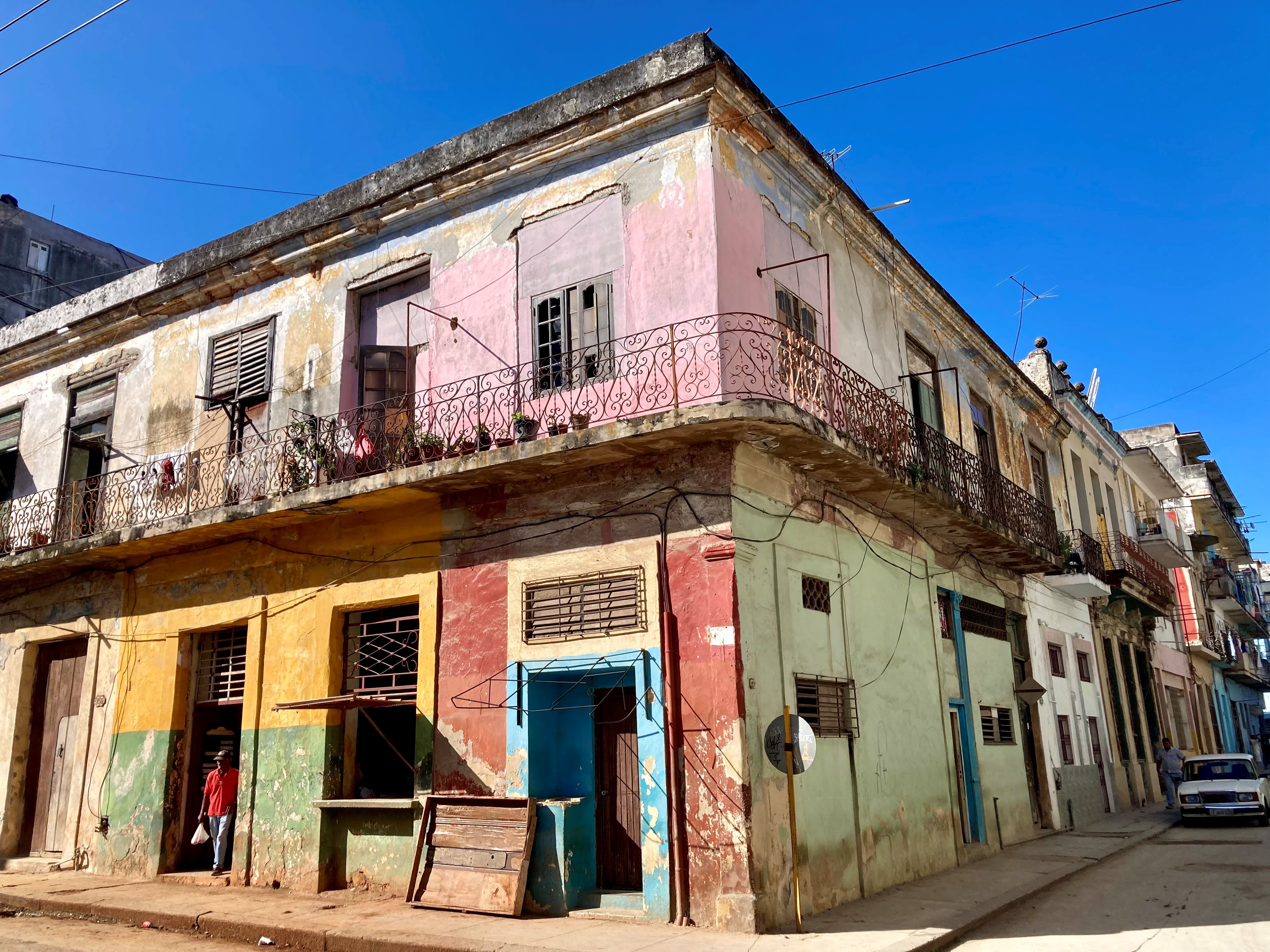
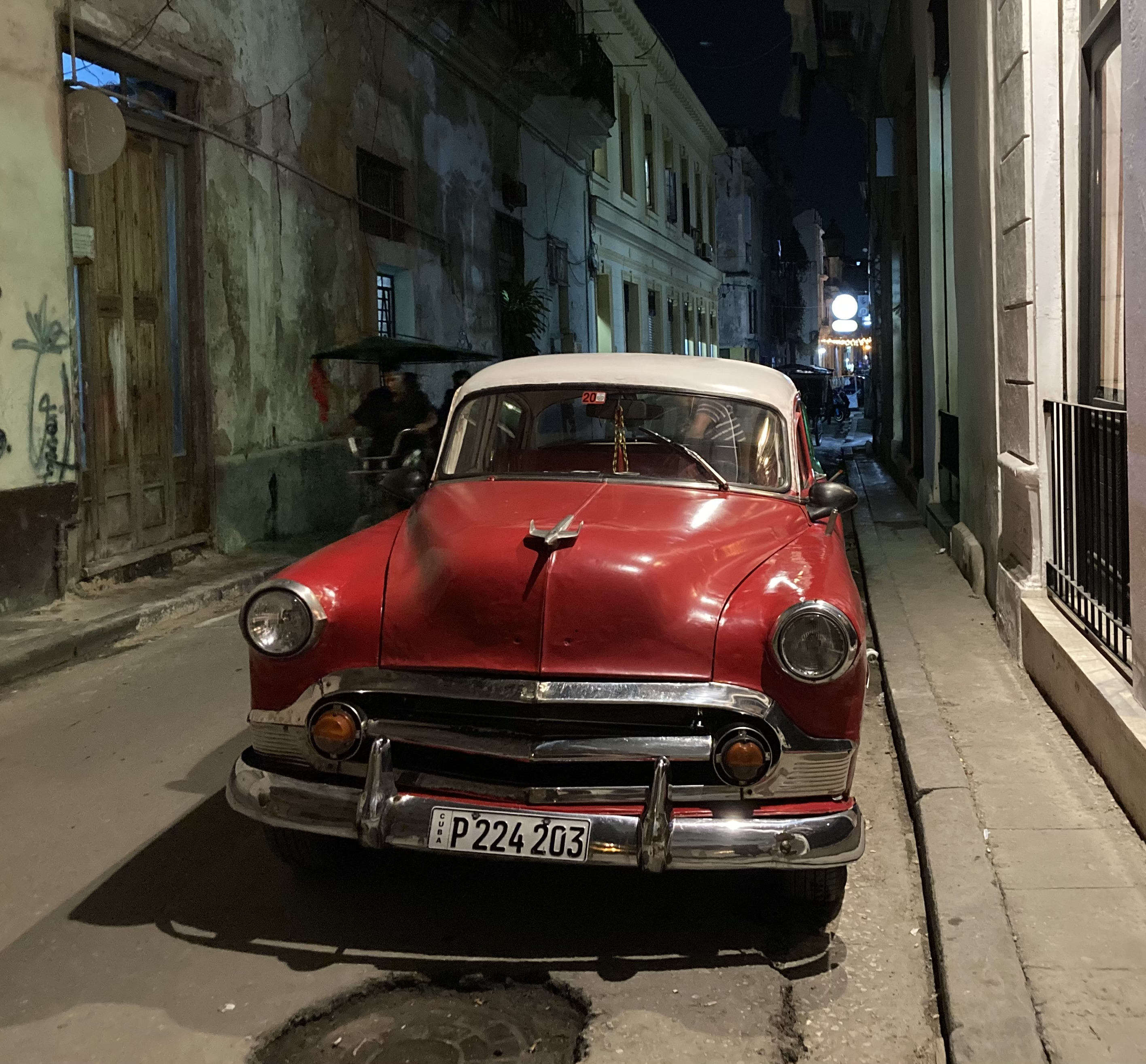
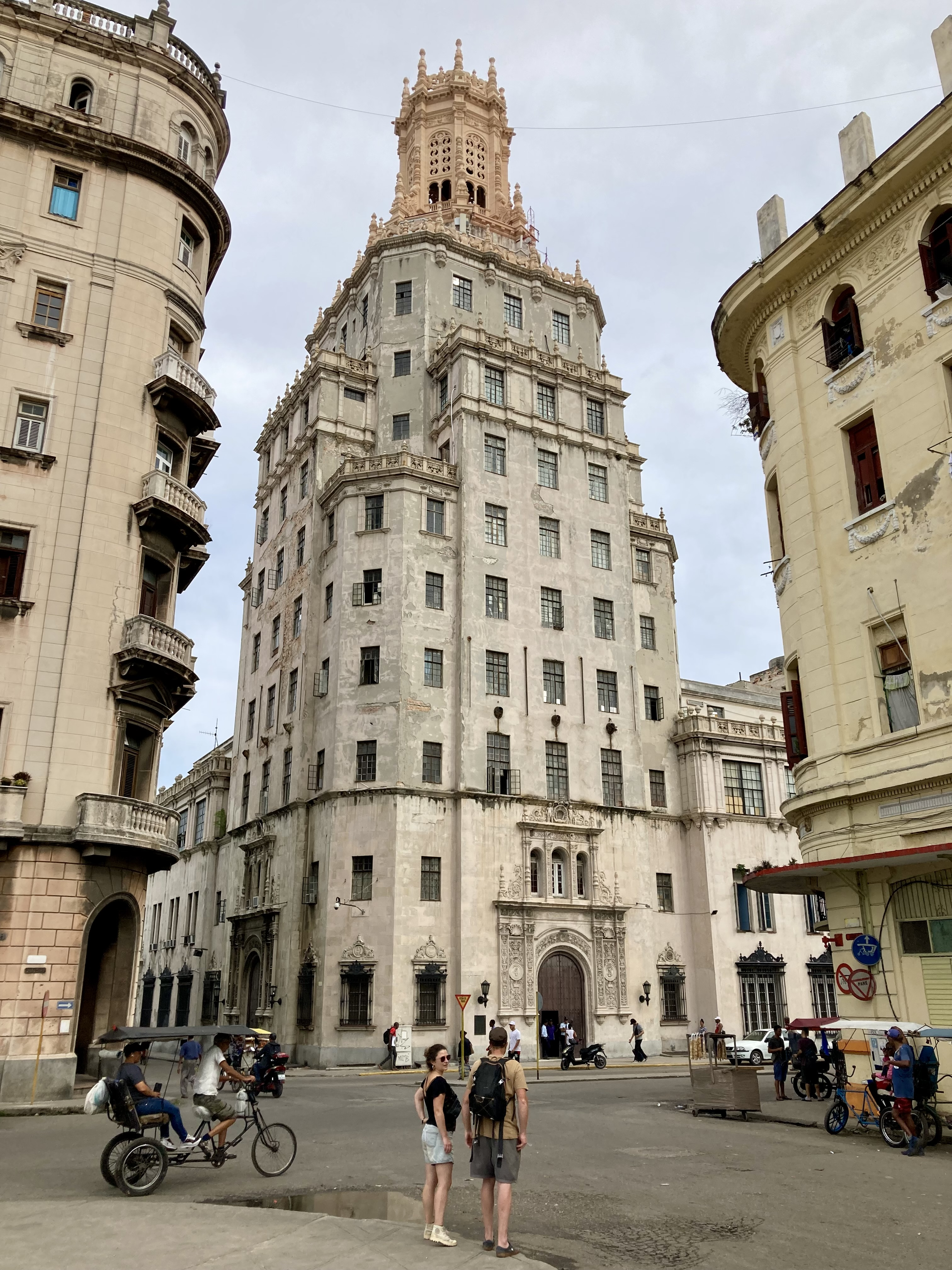
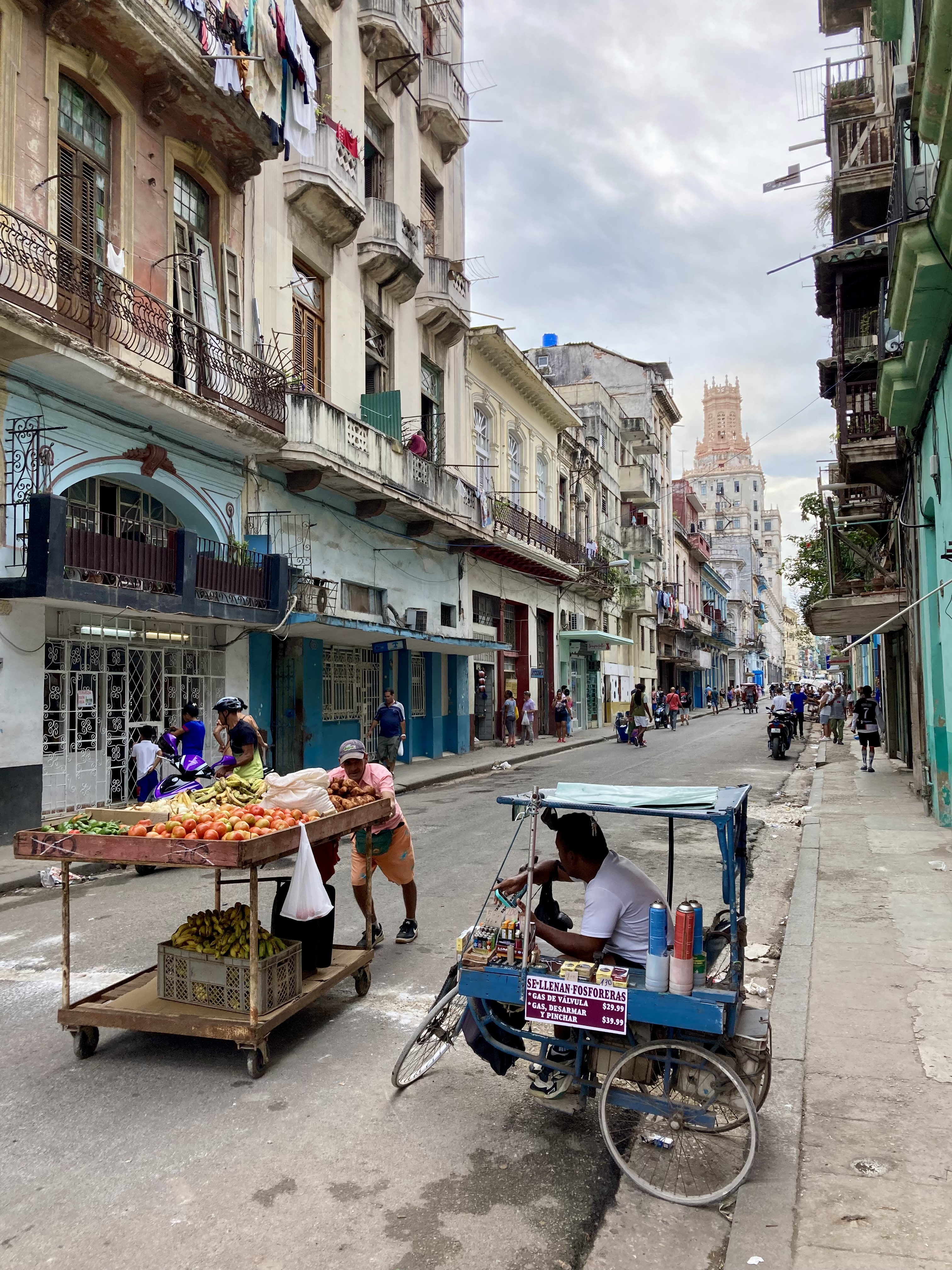
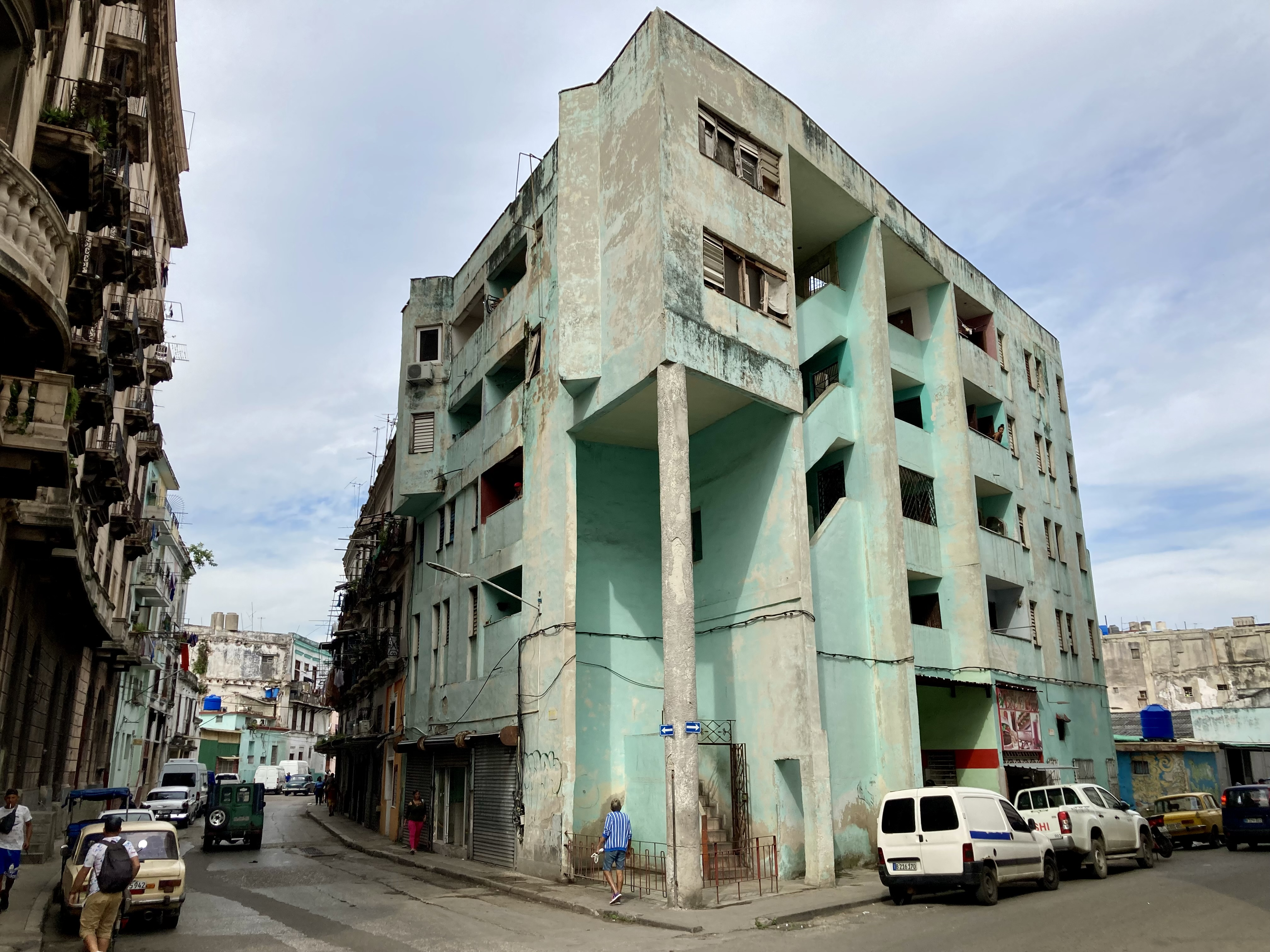
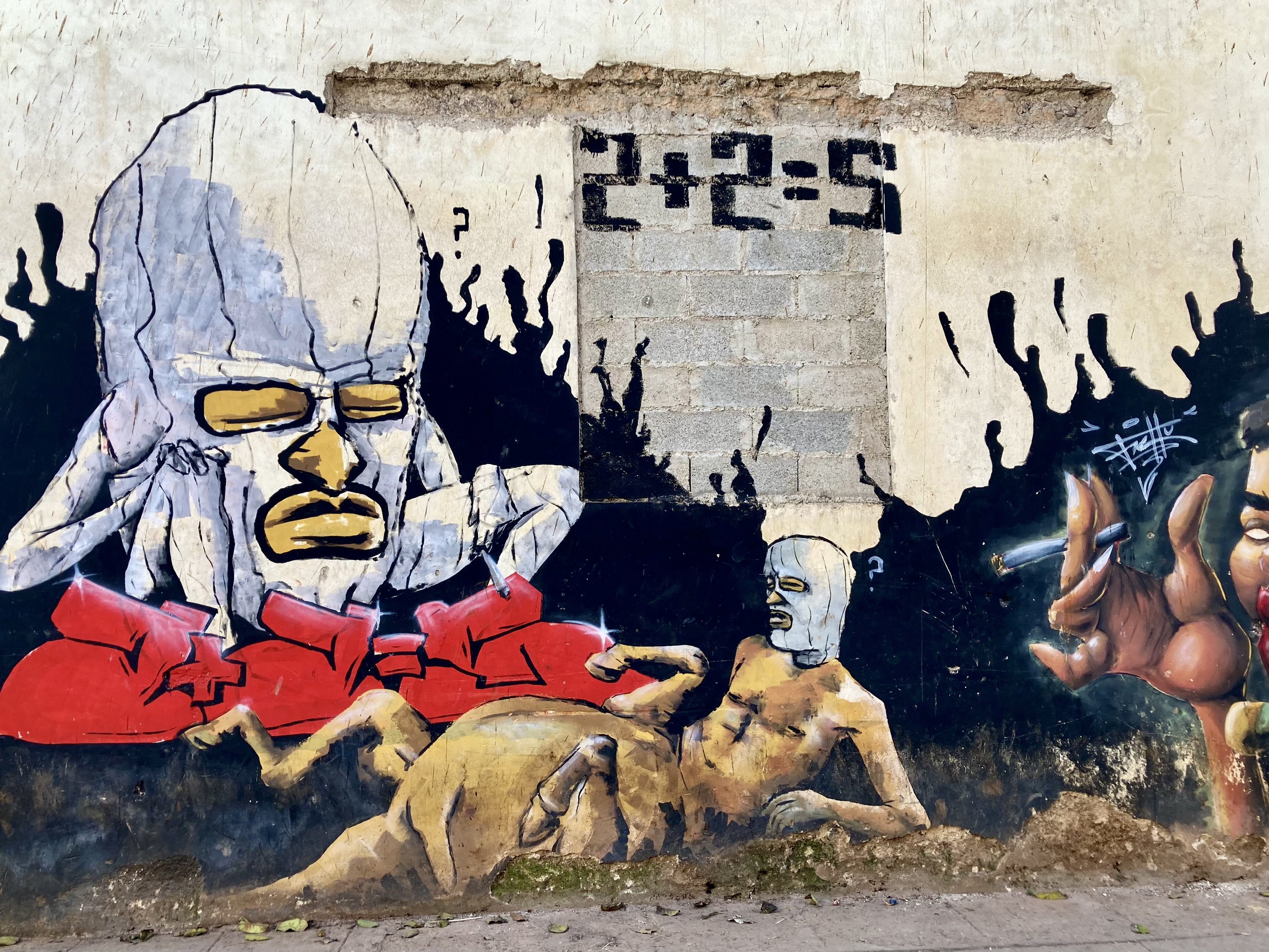
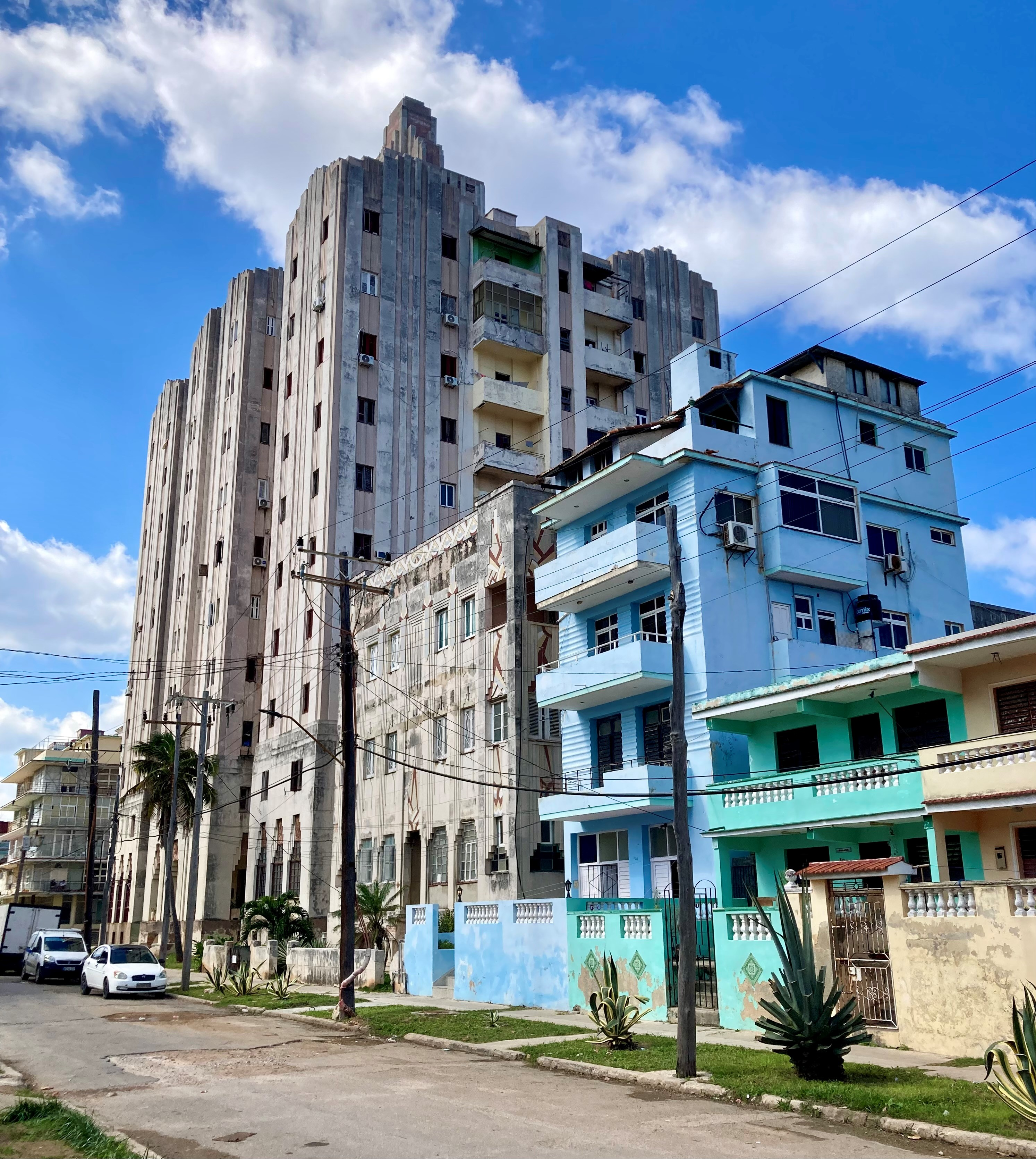